# Maksim Kanoennikov
Maksim Sergejevitsj Kanoennikov (Russisch: Макси́м Серге́евич Кану́нников) (Nizjni Tagil, 14 juli 1991) is een Russisch voetballer die als aanvaller speelt voor Roebin Kazan in de Premjer-Liga.

## Carrière
Kanoennikov maakte zijn debuut op 23 augustus 2009 in de wedstrijd tegen Lokomotiv Moskou, in de voorlaatste minuut kwam hij in het elftal voor Fatih Tekke. Iets meer dan een half jaar later maakte hij zijn eerste doelpunt voor FK Zenit Sint-Petersburg tegen Amkar Perm, waar hij in 2013 en 2014 zou spelen. In 2014 maakte Kanoennikov vervolgens de overstap naar Roebin Kazan.
Op 12 mei 2014 werd hij door bondscoach Fabio Capello opgenomen in de voorselectie van het Russisch voetbalelftal voor het wereldkampioenschap voetbal 2014, waar Kanoennikov in twee groepswedstrijden meespeelde. Hij nam in juni 2017 met gastland Rusland deel aan de FIFA Confederations Cup 2017, waar het in de groepsfase werd uitgeschakeld.